# Охматдит
Охматди́т (скорочено від «охорона материнства та дитинства») — багатопрофільний діагностично-лікувальний заклад у Києві, який надає спеціалізовану висококваліфіковану медичну допомогу дітям України. Найбільша дитяча лікарня в Україні.

## Основні параметри
За результатами акредитації в 2008 році лікарня підтвердила вищу категорію. Щорічно в стаціонарі на 620 лікарняних ліжках проходять лікування до 18 тисяч дітей; близько 20 тисяч отримують невідкладну допомогу в травматологічному пункті лікарні.
Щорічно в лікарні виконується близько 7 тисяч операцій. У відділеннях здійснюються всі види оперативних втручань, окрім кардіохірургічних.
У клініці «Охматдит» працюють два заслужені лікарі України, три доктори та 17 кандидатів медичних наук.

## Історія

### 1800—1900

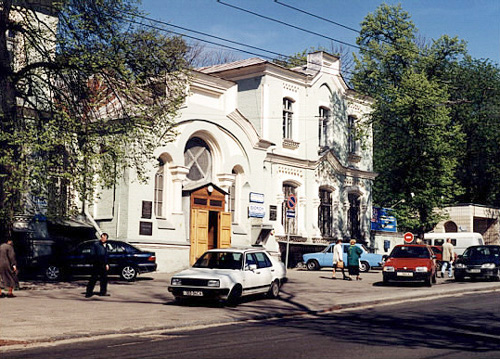
Будинок лікарні для чорноробів (нині — Охматдит)

Історія лікарні почалася 1894 року, коли на кошти підприємця та мецената Миколи Терещенка відкрили Київську безоплатну лікарню для чорноробів та незаможних людей імені Миколая Цесаревича.
Київським міським громадським управлінням у 1891 році по Кадетському шосе, між передмістям Шулявкою та міськими казармами була виділена земельна ділянка. Архітектор академік В. М. Ніколаєв розпочав розробку проєкту майбутньої лікарні на 50 ліжок. На будівництво приміщень лікарні Терещенко виділив 100 тис. рублів і 15 тис. — на придбання майна для облаштування закладу.
Його ідею підтримали: дружина Пелагея Георгіївна; син Іван Миколайович Терещенко — за освітою кандидат права, який, залишивши службу в лейб-гвардії Гродненського гусарського полку, присвятив себе практичній та громадській діяльності; Михайло Парфентійович Дегтярьов — заможний підприємець, перший київський міський голова; Микола Фадейович Попов — відомий підприємець, член Міської Думи, які внесли на будівництво лікарні по 25 тисяч карбованців. За статутом це давало їм право входження в Опікунську раду лікарні. Внески також зробили М. Л. Решніц та Є. І. Афанасьєв. За результатами проведення торгів підряд на виконання робіт по будівництву лікарні отримав Л. П. Чорнояров. На прохання Миколи Терещенка організаційні роботи очолив професор Київського університету Євген Іванович Афанасьєв.
У призначений строк був побудований головний двоповерховий корпус, на 52 ліжка, який знаходився в глибині садиби. До комплексу також входили двоповерховий дерев'яний будинок адміністрації (на розі теперішніх вулиць Чорновола та Казарменна), кухня, дерев'яна каплиця.
17 грудня 1893 року в Гатчині імператором Олександром III був затверджений статут Київської безоплатної Цесаревича Миколая лікарні для чорноробів.
Лікарню освятили й відкрили для прийому хворих 1 лютого 1894 року. Проте зведення комплексу будівель тривало й далі. До 1896 року побудовано два кам'яних бараки для інфекційних хворих та один дерев'яний — для хронічних. На зведення цих корпусів родина Терещенків витратила 34 тисячі карбованців. Бараки були розраховані на розміщення 30 хворих. У 1899—1901 рр. по фронтону теперішньої вул. Чорновола звели двоповерхову кам'яну будівлю амбулаторії (архітектор М. Г. Артинов).
У 1901—1903 рр. на пожертву, згідно із заповітом М. П. Дегтярьова, ліворуч від головного корпусу побудували хірургічний корпус на 25 ліжок (архітектор В. Ніколаєв). Зусиллями засновників побудовано сучасний на ті часи лікарняний заклад, оснащений усім необхідним для здійснення лікувального процесу. Заклад мав бактеріологічну лабораторію, дезінфекційну камеру з текучою парою, парові котли для приготування їжі. Лікарня для незаможних відігравала значну роль у медичному обслуговуванні бідних киян. Тільки за перший рік її існування тут пролікували понад 500 хворих. Пацієнти отримували безкоштовні ліки та харчування, користувалися бібліотекою, найбідніші після одужання отримували допомогу з фонду лікарні. Кошти на утримання закладу складалися із процентів основного капіталу, що був наданий засновниками, до яких додавалися щорічна дотація від міського громадського управління та добровільні внески громадян.
Управління лікарнею здійснював Комітет, до складу якого входили: М. А. Терещенко — голова; В. М. Сахновський — лікар-інспектор; П. Г., І. М., А. М. Терещенки; М. П. Дегтярьов; Є. І. Афанасьєв — професор; представник від міста — Я. М. Бернер та головний лікар. Першим головним лікарем Київської лікарні для малозабезпечених був Д. А. Воробйов. Згодом цю посаду обіймали Олександр Косткевич, О. Левитський, М. Рум'янцев. У лікарні читали лекції для студентів 3-го та 4-го курсів університету професор Є. І. Афанасьєв, приват-доценти К. Сапежко та М. Воскресенський.

### 1900—1950
Після революційних подій 1917 року розмістили в лікарні, окрім терапевтичних ліжок, туберкульозний диспансер, пологовий будинок на 30 ліжок, консультацію для матерів та вагітних жінок. Організацією охорони здоров'я в м. Києві в ті часи опікувалася окружна інспектура охорони здоров'я, до складу якої входив відділ інспектури «Охматдит», який займався питаннями охорони здоров'я матерів та дітей. До системи «Охматдит» входили дитячі лікувальні заклади міста, молочні кухні, будинки немовлят, консультації. В цих медичних закладах також проходили навчання студенти — медики, патронажні медсестри.
У жовтні 1927 року до окружного виконавчого комітету інспектурою охорони здоров'я та відділом «Охматдит» була надіслана доповідна записка, у якій пропонувалося поєднати розрізнені установи охорони материнства та дитинства і створити інститут «Охматдит». Розмістити інститут запропонували в лікарні для незаможних, де на той час уже функціонували пологовий будинок, жіноча консультація, дитячий тубдиспансер. На Колегії Наркомздраву України 11 листопада 1927 року була затверджена постанова про організацію в м. Києві Інституту охорони материнства та дитинства, офіційне відкриття якого відбулося в березні 1929 року. З того часу розвиток лікарні як головної дитячої лікувальної установи був тісно пов'язаний з діяльністю інституту. Першим директором інституту була Б. А. Бендерська — лікар за освітою.
Працюючи начальником інспектури «Охматдит», вона розпочала організацію цієї установи і була її директором з 1929 по 1933 рік. Нагороджена орденом «Знак Пошани». У перші роки свого існування Інститут охорони материнства і дитинства «Охматдит» діяв скоріше як науково-практичне об'єднання. До вченої ради інституту, засідання якої вперше відбулося 21 березня 1929 року, крім наукових співробітників — заступника директора по науковій частини професора Є. Л. Скловського, наукового керівника фізіологічного відділення професора Л. Й. Фількінштейна та професора Т. Г. Гецова, увійшли й керівники всіх установ, які організаційно були поєднані при створенні інституту: завідувачка гінекологічного відділення Є. Я. Ставська, зав. консультацією Б. Л. Струцовська, представник від будинку немовляти Р. А. Вільфанд, зав. молочною кухнею С. М. Коломійцева, зав. дитячими яслами Берлін; зав. патронажною службою Смуглова. На період організації до об'єднання «Охматдит» входили: дитячий стаціонар на 50 ліжок, два приміщення для карантину, дитячий тубдиспансер, пологовий будинок, дитячий будинок, молочна кухня та дитячі ясла. З перших днів створення інституту були організовані два сектори: дитячий та акушерський. Дитячий сектор очолював професор Є. Л. Скловський.
Він був завідувачем кафедри педіатрії. Саме ця кафедра була однією з тих, на базі яких у 1918 році створено Київський інститут удосконалення лікарів.
Другою педіатричною кафедрою в цей час була кафедра хвороб дітей старшого віку під керівництвом професора О. З. Лазарева. Після організації в 1929 році Інституту «Охматдит» обидві кафедри були розміщені на його клінічній базі. У 1930 році після смерті професора Є. Л. Скловського кафедри були об'єднані в кафедру дитячих хвороб під керівництвом професора О. З. Лазарева, яка згодом і стала кафедрою педіатрії № 1 КМАПО, що і зараз працює на базі лікарні. Акушерським сектором керував професор Г. Ф. Писемський, з 1919 року завідувач кафедри акушерства і гінекології Київського інституту удосконалення лікарів. Останній — автор ідеї відкриття пологових будинків у сільській місцевості, створення яких відіграло значну роль у системі акушерсько-гінекологічної служби в довоєнні та повоєнні роки. У 1930 році з його ініціативи в лікарні відкрили гінекологічне відділення. У 1933 році інститут охорони материнства та дитинства очолював П. М. Буйко, який героїчно загинув у роки Другої світової війни. Посмертно йому присвоєно звання «Герой Радянського Союзу».
У 1934 році об'єднали Інститут «Охматдит» з інститутом охорони здоров'я підлітків. Директором призначили Ф. Д. Турову. У 1943 році Ф. Д. Турова очолила Московський інститут педіатрії, в якому працювала 35 років.
Об'єднання двох інститутів обумовлювало створення нових напрямів роботи, відкриття відділів та лабораторії. Тоді організовано відділ фізіології дитини та шкільної гігієни, біохімічну й фізіологічну лабораторії, антропометричний кабінет.
У жовтні 1940 року інститут перейменовано в науково-дослідний інститут охорони материнства та дитинства. Сама лікарня мала назву «Лікарня інституту охорони материнства та дитинства» із підпорядкуванням Київському міському відділу охорони здоров'я. Протоколи патоморфологічного відділення за 1942 рік свідчать, що в лікарні функціонували: два дитячих відділення (фізіологічне та патологічне), акушерське, гінекологічне, інфекційне, венерологічне, відділення для хронічних хворих. Після визволення Києва від фашистських загарбників НДІ «Охматдит» відновив свою роботу на базі лікарні. Директором була призначена О. М. Хохол, а з січня 1945 року інститут очолив О. Г. Пап, його заступником по науковій роботі став професор О. З. Лазарев.
З 1943 року структура лікарні включає такі відділення: акушерське, гінекологічне, дитяче, терапевтичне, отоларингологічне, хірургічне, очне, венерологічне, інфекційне, відділення для хронічних хворих. Крім того, до складу лікарні входять патоморфологічний відділ, рентген кабінет, аптека. 27 грудня 1947 року за наказом № 104 Київського міськздороввідділу до лікарні приєднують поліклініку № 11, внаслідок чого з січня 1948 року лікарня отримала назву Об'єднана лікарня інституту охорони материнства та дитинства «Охматдит» Київського міського відділу охорони здоров'я. Проте вже в жовтні 1949 року вона перейменовується в 3-ю об'єднану лікарню м. Києва. До складу лікарні входять: поліклініка, жіноча консультація, дитяча поліклініка, дитяча консультація, вендиспансер, два рентгенкабінети, два кабінети ЛФК, фізіотерапевтичний кабінет, клінічна лабораторія, аптека. В стаціонарі лікарні працюють: акушерське відділення, відділення гінекології, терапевтичне та хірургічне відділення, дитяча терапія, дитяче туберкульозне відділення, отоларингологія.
У 1950 році в лікарні відкрито зубопротезувальне відділення, відділення кишкових інфекцій, молочну кухню, десять пунктів охорони здоров'я.
У 1951 році директором інституту охорони материнства та дитинства, який продовжує роботу на базі лікарні, призначили М. Д. Бурову, з 1954 року — академіка А. М. Ніколаєва. З березня 1959 року інститут знову очолив О. Г. Пап.
У 1961 році науково-дослідний інститут охорони материнства та дитинства перевели в новозбудований корпус на території лікарні «Медмістечко», проте назва «Охматдит» так і залишилась у спадок лікарні.

### 1950—1980
Київ відбудовувався, поновлювали свою роботу лікувальні заклади міста. Кількість дитячого населення зростала, педіатричні служби вимагали нових шляхів для свого розвитку.
У Києві спеціалізована допомога дітям надавалась у дорослих відділеннях, де існували дитячі ліжка. Самостійними дитячими відділеннями були тільки соматичні, туберкульозні та одне хірургічне. Розпорошеність дитячих спеціалізованих ліжок негативно відбивалася на рівні надання кваліфікованої медичної допомоги дітям. І тому 20 серпня 1957 року Київський міський виконком приймає рішення за № 1409 про організацію міської дитячої спеціалізованої лікарні на базі 3-ї об'єднаної клінічної лікарні.
Затверджена структура лікарні складалася із стаціонару на 400 ліжок, дитячої поліклініки із шістьма педіатричними дільницями, жіночої консультації, молочної кухні та допоміжних служб (аптеки, рентгенкабінету, клінічної лабораторії, бактеріологічної та гістологічних лабораторій, фізіотерапевтичного відділення).
- Хірургічне відділення — 70 ліжок
- Ортопедично-травматологічне відділення — 40 ліжок
- Соматичне — 90 ліжок
- Отоларингологічне — 40 ліжок
- Очне — 40 ліжок
- Акушерське — 60 ліжок
- Гінекологічне — 40 ліжок

На посаду головного лікаря новоутвореної дитячої спеціалізованої клінічної лікарні м. Києва (таку нову назву отримала лікарня), була призначена Тетяна Петрівна Новікова. Перед новопризначеним головним лікарем постало нелегке завдання, а саме — створити дитячу спеціалізовану лікарню, тому що наведена вище структура дитячої лікарні у такому вигляді існувала тільки на паперах. Зусиллями Т. П. Новікової та очолюваного нею колективу в м. Києві була запроваджена система організації спеціалізованої медичної допомоги дітям.
1958 — на базі акушерського відділення організовано відділення виходжування недоношених дітей. Після його відкриття в 1960 році акушерське відділення лікарні змінює спеціалізацію — на відділення передчасних пологів.
1963 — відкрито неврологічне відділення на 40 ліжок.
1964 — ортопедо-травматологічні ліжка із загального хірургічного відділення формуються в самостійне ортопедо-травматологічне відділення на 60 ліжок, а хірургічне відділення розширюється до 110 ліжок. Починає діяти консультативна поліклініка. Гінекологічне відділення перепрофілюється на відділення дитячої та підліткової гінекології.
1966 — після проведення ремонту в неврологічному відділенні кількість ліжок зростає до 60, на 20 ліжок збільшується відділення отоларингології та відділення виходжування недоношених дітей.
1967 — лікарня передає дільничну службу та молочну кухню в районну поліклініку, поліклініка лікарні стає міською консультативно-діагностичною поліклінікою. У цьому ж році на базі соматичного відділення створюються 20 спеціалізованих гематологічних ліжок, відкривається відділення водолікування.
1968 — починає свою роботу боксоване відділення для ізоляції інфекційних хворих.
1972 — розпочинається будівництво хірургічного та неонатологічного корпусів.
1975 — вони були прийняті до експлуатації державною комісією.
Це дало змогу в 1976 році відкрити чотири нових хірургічних відділення — невідкладну хірургію, планову хірургію, відділення гнійної хірургії та торакальної хірургії. В неонатологічному корпусі розміщуються два відділення патології новонароджених та відділення недоношених дітей, які стають міським неонатологічним центром.
1977 — у хірургічному корпусі відкривається відділення реанімації та інтенсивної терапії, на базі якого в подальшому були організовані відділення реанімації та інтенсивної терапії для новонароджених, відділення токсикології з першими в України штучними нирками для дітей, в якому були запроваджені методи гемодіалізу, плазмофорезу, перитонеального діалізу та гіпербаричної оксигенації.
1977 — неонатологічні відділення лікарні стали базою новоутвореної кафедри неонатології Київського інституту удосконалення лікарів. В тому ж році існуючі у складі соматичного відділення гематологічні ліжка структуруються в окреме відділення дитячої гематології. Спеціалізація стаціонарних відділень вимагала розвитку діагностичної та лабораторної служб.
1982 — у лікарні впроваджені методики ендоскопії.
1989 — оперативна ендоскопія, вперше в м. Києві в дитячій практиці ультразвукова діагностика мозку у новонароджених, а також, крім традиційних УЗД органів черевної порожнини, серця, щитоподібної залози, в лікарні проводиться УЗД легенів, плевральної порожнини, шлунку, вилочкової залози, м'яких тканин та кістково-суглобної системи.
У листопаді 1987 року був введений в експлуатацію лабораторний корпус лікарні, де були розміщені: клінічна та бактеріологічна лабораторії, аптека, відділення заготівлі та переливання крові, центральне стерилізаційне відділення.
1988 — побудовано так званий «Генетичний корпус», який в цілісній архітектурній формі поєднує блоки спеціального призначення. У ньому розмістили пральню, дезкамеру, харчоблок, патанатомічне відділення, відділення медичної генетики. Корпус також має дві великі аудиторії для проведення конференцій і занять зі студентами.

### 1980—2000
1985—1987 — період, коли на базі лікарні були організовані Республіканські дитячі консультативно-діагностичні та лікувальні центри з мікрохірургії, проктології, онкогематології, токсикології, дитячої і підліткової гінекології, медичної генетики.
Указом Президента України № 494/96 від 03.07.96р. на виконання Національної програми «Діти України» шляхом об'єднання і реорганізації Українського консультативного центру матері і дитини МОЗ України та науково-лікувального об'єднання «Охматдит» (дитячої спеціалізованої клінічної лікарні № 14 м. Києва), була створена Українська дитяча спеціалізована лікарня «Охматдит», яка надає багато видів спеціалізованої висококваліфікованої медичної допомоги дитячому населенню України.
За досягнення високих результатів у Всесоюзному соціалістичному змаганні в 1978 та 1980 роках лікарню нагороджували Червоним прапором ЦК КПРС, Ради Міністрів СРСР, ВЦСПС та ЦК ВЛКСМ. Колектив також нагородили пам'ятним знаком «За високу ефективність та якість праці» із занесенням на Всесоюзну Дошку Пошани Виставки досягнень народного господарства в Москві. Головному лікарю Т. П. Новіковій, що очолювала колектив лікарні 37 років, 1969-го присвоєно почесне звання «Заслужений лікар СРСР». В 1971 році вона нагороджена орденом Леніна, у 1976 та 1982 рр. — орденами Трудового Червоного Прапора. У 80-х роках матеріально-технічна база значної кількості стаціонарних відділень, що розміщувалися в старих корпусах, побудованих ще М. А. Терещенком, які вже відзначили 100-річний ювілей, перестала відповідати сучасним санітарно-технічним вимогам. 17-го ступеню та свідоцтво про присвоєння лікарні звання «Колектив Комуністичної праці».
У квітні 1997 року на посаду Генерального директора Української дитячої спеціалізованої лікарні «ОХМАТДИТ» була призначена Каріна Наталія Георгіївна, яка до цього обіймала посаду заступника начальника Головного управління медичної допомоги дітям та матерям Міністерства охорони здоров'я України.
Восени 1997 року розпочинаються роботи по створенню блоку пересадки кісткового мозку в Центрі дитячої онкогематології. Активну матеріальну допомогу надають Національний фонд соціального захисту дітей та матерів «Україна — дітям» та благодійний фонд «Професіонал», основні кошти — цільові видатки держбюджету. Відкриття відділення за участю Президента України Л. Д. Кучми та міністра охорони здоров'я А. М. Сердюка відбулося 26 квітня 1998 року.
Того ж року здійснено перші в країні пересадки стовбурових клітин у дітей, хворих на лейкемію, також виконано два проєкти для переоснащення лікарні новою медичною технікою: проєкт невідкладної гуманітарної допомоги уряду Японії та проєкт переоснащення відділення реанімації новонароджених, який виконувався МОЗ України за підтримки уряду Швейцарської Конфедерації.
У 1999 році адміністрація лікарні активізує свою співпрацю з Агенцією з міжнародного розвитку при Міністерстві економіки України. Поновлений проєкт технічної допомоги уряду Японії затверджується відповідними державними структурами Японії. Робота тривала два роки, виконання проєкту закінчили 1 квітня 2002 року. Отримані гранти технічної допомоги дали змогу провести заміну 80 % медичного обладнання лікарні, яке відпрацювало свій технічний ресурс. У межах виконання проєкту лікарня провела капітальні ремонти та реконструкцію пральні, дезкамери. Побудовано кабінет комп'ютерної томографії, новий рентгенкабінет, проведено відновлювальні роботи у відділенні реанімації, медикогенетичному центрі, консультативній поліклініці.
У 1999 році на кошти Національного фонду соціального захисту дітей та матерів «Україна — дітям» капітально відремонтовано дві операційні та відділення анестезіології.
У 2000 році адміністрація лікарні разом із Київським міським фондом «Діабетик» проводить капітальний ремонт з реконструкцією колишнього корпусу тубдиспансеру лікарні для незаможних, де зараз розташоване відділення дитячої ендокринології. Частина коштів на будівельні роботи була виділена мером Києва О. О. Омельченко.

### Сучасність
На 2000 рік остаточно сформована структура об'єднаної лікарні із оптимізованою кількістю стаціонарних ліжок, яка діє і зараз.
23 жовтня 2003 року на посаду генерального директора УДСЛ «Охматдит» призначено Юрія Івановича Гладуша, який до того обіймав посаду доцента Національного медичного університету.
Лікарня з дня її заснування є клінічним закладом, де працювали видатні вчені-медики, формувалися школи та традиції.
У 2002 році в лікарні розпочато: лапароскопічні операції, оперативне лікування сколіозу із застосуванням системи «Міст»; використання біоімплантантів при хірургічних операціях у новонароджених. Розпочато прийом постраждалих з політравмою. За останні роки значно збільшилась кількість хворих дітей із складною хірургічною патологією з різних регіонів України, частина яких була вперше прооперована за місцем проживання.
З 1998 року у структурі Лікарні працює Центр дитячої онкогематології та трансплантації кісткового мозку, де проводиться діагностика та лікування на сучасному рівні онкогематологічних захворювань, а також виконуються трансплантації кісткового мозку хворим дітям. Активна робота Центру з вивчення та адаптації високорезультативних зарубіжних технологій у лікуванні лейкозів і лімфом дитячого віку у п'ять разів збільшила позитивну результативність програм хіміотерапії у відділеннях Центру.
У листопаді 2009 року у Центрі дитячої онкогематології та трансплантації кісткового мозку запрацювала Референс-лабораторія з діагностики онкогематологічних захворювань, яка має відділ тканинного типування. Цей відділ разом з іншими підрозділами лікарні, такими як Референс-центр з клінічної лабораторної діагностики та метрології, здійснюватимуть медичне забезпечення Українського реєстру донорів кісткового мозку. Однією з функцій реєстру є обмін матеріалом з пацієнтами усього світу і входження Центру до Міжнародного донорського реєстру, в якому на обліку перебувають 6 млн донорів, і в який без «своїх» донорів не приймають.
За останнє десятиріччя значного розвитку досягла хірургічна корекція вад розвитку, впроваджуються нові методики як оперативного, так і консервативного лікування хірургічних захворювань.
У 2011 році розпочалося будівництво нових корпусів лікарні.
У грудні 2017 року першу чергу оновленого комплексу введено в експлуатацію.
В липні 2020 року було відкрито другу чергу нового корпусу лікарні.

### Російське вторгнення в Україну (з 2022)
8 липня 2024 року, в ході чергового масованого ракетного удару під час російсько-української війни лікарня зазнала значних руйнувань від удару російською крилатою ракетою Х-101. Внаслідок удару пошкоджено корпуси лікарні, зруйновані деякі будівлі медзакладу, вибиті вікна та шибки, є постраждалі.
Знищено корпус відділення токсикології, де перебували важкохворі діти на діалізі, пошкоджень зазнали п'ять онковідділень, десять хірургічних, два соматичних відділення, відділення інтенсивної терапії, дві реанімації, операційні блоки, відділення променевої та радіотерапії, ще три корпуси. Також знищені дві електричні підстанції, від яких живилась вся інфраструктура лікарні.
Станом на середину дня було відомо про двох загиблих дорослих (одна з них — лікарка) та сімох постраждалих дітей. 10 липня помер хлопчик, який на момент удару перебував у критичному стані у відділенні реанімації.
9 липня 2024 року директор «ОХМАТДИТУ» Володимир Жовнір виступив у Раді Безпеки ООН. У своїй промові він заявив, що під час удару в лікарні перебувало близько 1200 людей і проводилося 3 складні операції. У результаті атаки загинули 2 людини, поранено близько 300, серед яких 8 — це діти. Також він зазначив, що у результаті атаки пошкоджено 24 відділення, що обмежить можливість надання якісних медичних послуг тим, хто цього потребує. Один з корпусів не підлягає відновленню. Наприкінці доповіді Жовнір додав, що напад на таку установу є не лише військовим злочином, але й виходить за межі будь-якої людяності.
Україна пообіцяла відбудувати лікарню. 9 липня 2024 року Кабінет Міністрів України спрямував 100 млн грн на першочергові роботи. Також уряд повідомив, що кожній родині з дітьми, яка постраждала, разом з ЮНІСЕФ передбачено допомогу в розмірі 10 тис. 800 грн на кожного члена родини. На підтримку лікарні United24 із monobank зібрали 300 млн грн від 320 тис. осіб з 55 країн за 41 годину. До відбудови також мав долучитися ЄС. Загалом станом на 12 липня 2024 року лікарня отримала понад 800 000 000 гривень на відновлення — це кошти, які надійшли на благодійні рахунки та державні кошти. 17 липня 2024 року міністерка ФРН з питань економічної співпраці та розвитку Свенья Шульце заявила, що Німеччина спрямує 10 млн євро на відновлення «Охматдиту». Загалом на відновлення було зібрано 1 млрд грн.

Наслідки російського ракетного удару по лікарні
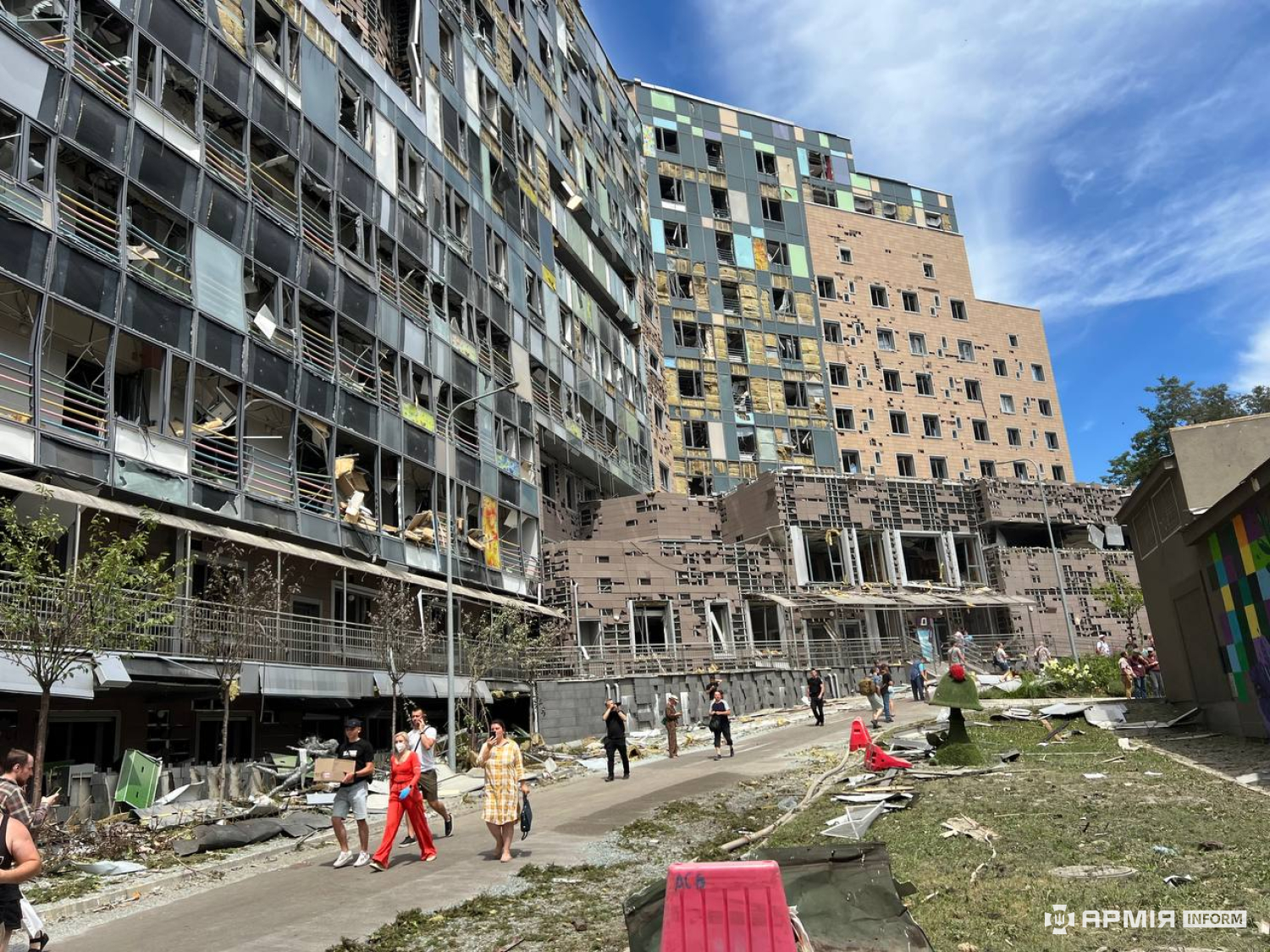
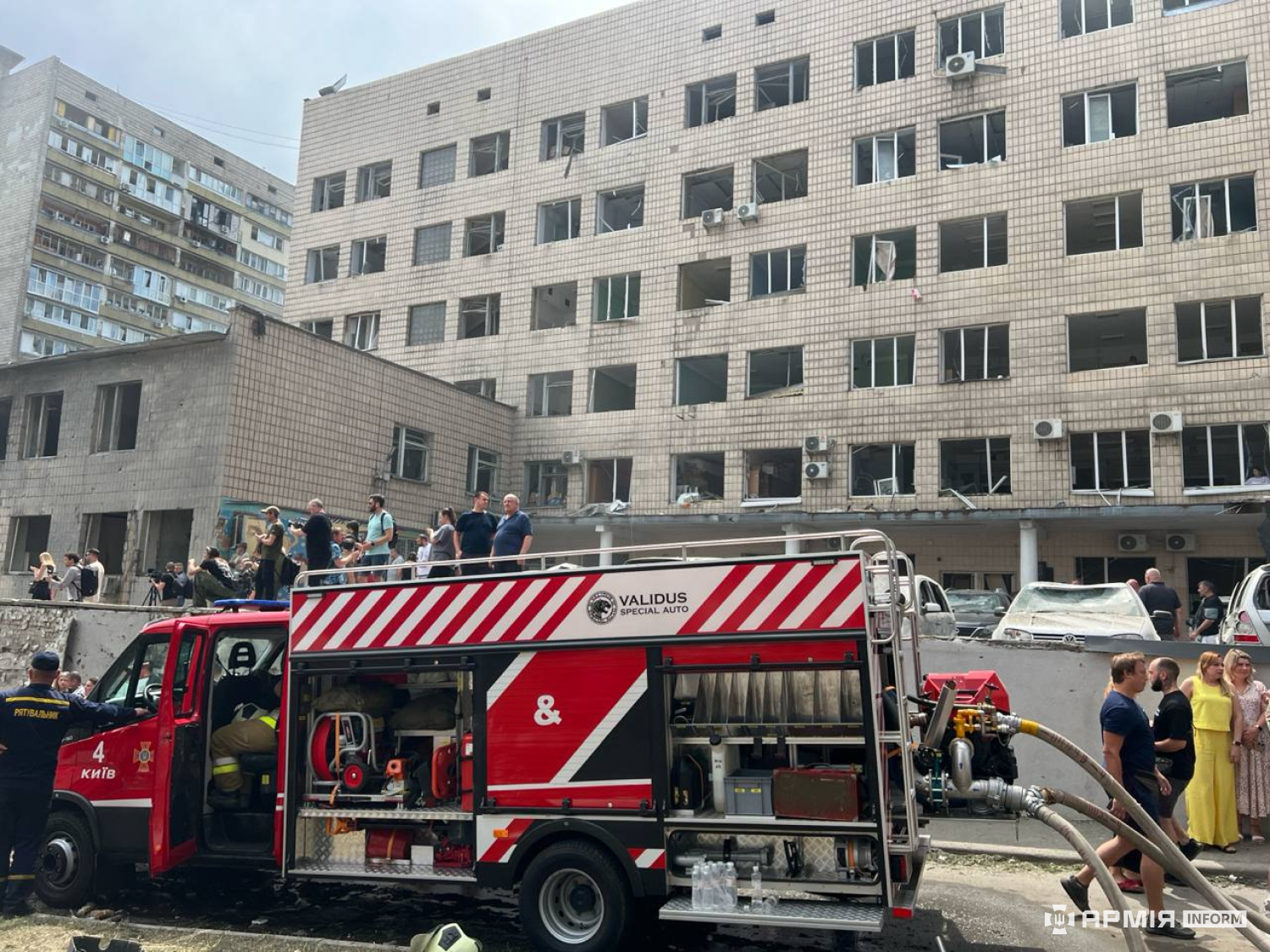
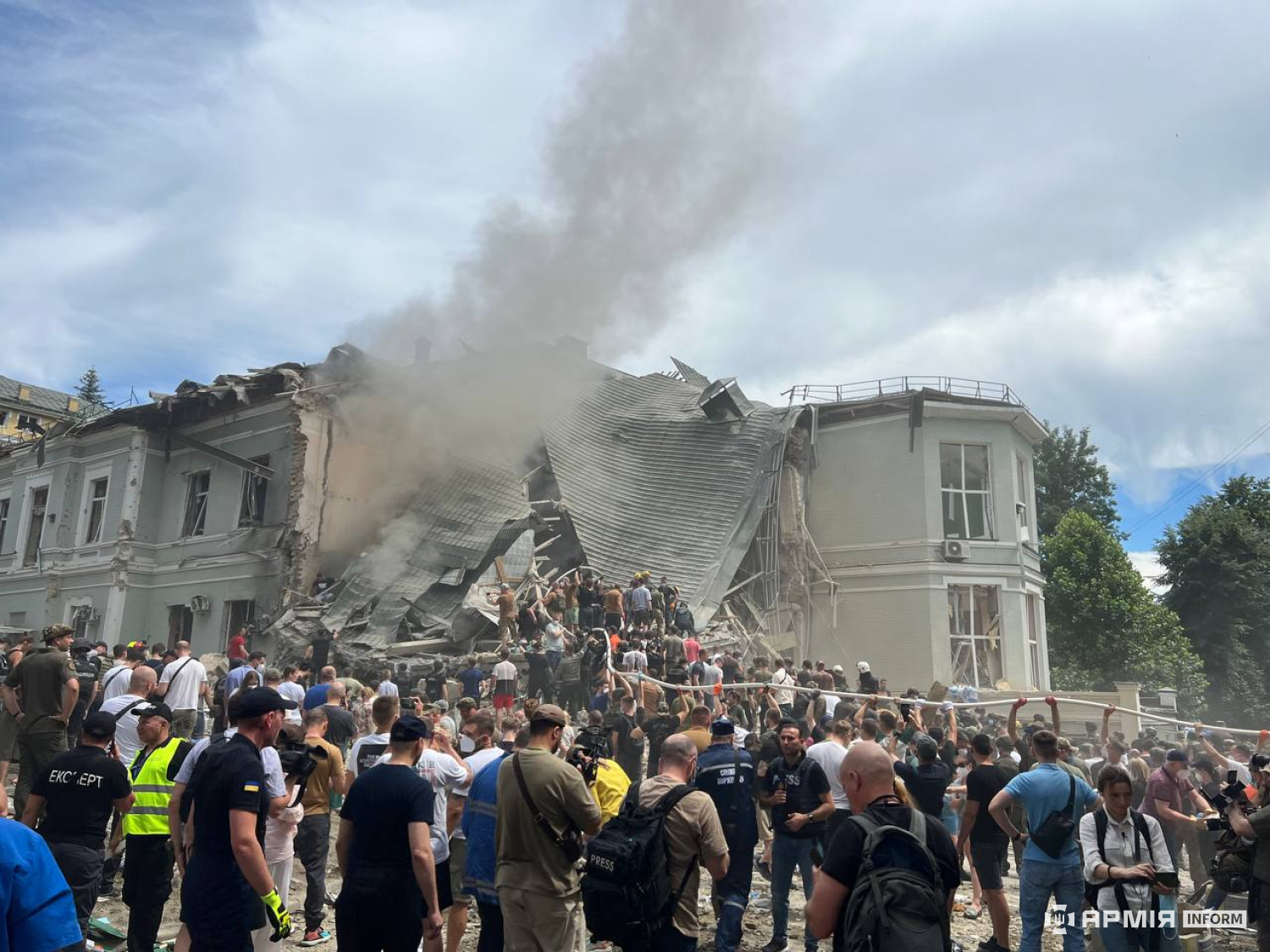

Через декілька годин після ракетного удару по «Охматдиту», внаслідок падіння російської ракети, була частково зруйнована будівля медичної клініки мережі «Адоніс» (загинуло п'ятеро медиків та два пацієнти) та клініки «Ісіда» що знаходяться поруч зі станцією метро «Лівобережна».
Згодом стало відомо, що БФ «Охматдит», який мав займатися відновленням лікарні, обрав на закритому тендері на ремонт корпусу маловідомого переможця, який суттєво завищив ціни на ремонт. Серед 14 учасників було обрано ТОВ «Буд-технолоджі», третю за ціною пропозицію на 307 млн грн (інші учасники пропонували ціну від 42 до 286 млн грн). З жодним із учасників замовник перемовин не вів. Через суспільний резонанс, Міністр охорони здоров'я України Віктор Ляшко звернувся до поліції для додаткових перевірок, а результати тендеру було скасовано. Також БФ планував витратити 14 млн грн на «інженерно-консультаційні послуги» та «технічний нагляд у рамках відновлення» лікарні. Після розголосу, ці тендери також було скасовано. 
17 серпня 2024 року, за повідомленням Міністра охорони здоров'я України Віктора Ляшка, Генерального директора НДСЛ «Охматдит» Володимира Жовніра відсторонено від виконання обов'язків до завершення перевірок Національною поліцією України, іншими правоохоронними органами та комісією Міністерства охорони здоров'я України. Виконувачем обов'язків гендиректора «Охматдиту» призначено керівника відділення інтенсивної та еферентної терапії гострих інтоксикацій Олександра Уріна.

## Структура
До складу хірургічної клініки входять: відділення ургентної хірургії, гнійної хірургії та торакоабдомінальне відділення, хірургія новонароджених, відділення ортопедії і травматології, реконструктивно-пластичної хірургії, отоларингологічне відділення, відділення дитячої гінекології, відділення дитячої офтальмології та мікрохірургії ока.
У відділенні реконструктивно-пластичної хірургії виконуються операції реімплантації (приживлення) ампутованих сегментів кінцівок, проводяться хірургічні операції по відновленню ушкоджених кровоносних судин, периферійних нервів та сухожиль. У відділенні також проводяться операції по корекції вад щелепно-лицьової ділянки. У 2004 році розпочали прийом хворих з політравмою.
У відділенні дитячої та підліткової гінекології проводиться лікування складних гінекологічних захворювань: консервативне лікування різних форм порушень статевого дозрівання, хірургічна корекція вроджених та набутих вад розвитку статевих органів.
У відділенні токсикології застосовуються методи екстра-корпоральної детоксикації, гемосорбції, гемодіалізу, перитонеального діалізу, плазмофорезу, розроблені методи лікування гострої та хронічної ниркової недостатності.
Медико-генетичний центр займається проблемами діагностики і лікування спадкових захворювань, фармакогеноміки, генетики мульти-факторіальної патології, проводить хромосомних аналіз, біохімічну діагностику порушень метаболізму, ДНК — діагностику генетичних порушень.
Республіканський Центр дитячої гематології — провідний в Україні референтний консультативний заклад по діагностиці лейкемії і злоякісних лімфом. Тут також проводиться трансплантація кісткового мозку.
У неонатологічних клініках, єдиних в Україні, проводяться обстеження, інтенсивна терапія і виходжування хворих новонароджених і глибоко недоношених дітей з важкою перинатальною патологією (з масою тіла від 500 до 1500 гр).
У відділеннях терапевтичного профілю лікуються діти з найскладнішою в діагностичному та тяжкою за перебігом системною патологією, імунодефіцитним станом, алергічними захворюваннями, в тому числі бронхіальною астмою та аутоімунними захворюваннями.
Неврологічне відділення проводить повне клініко-інструментальне обстеження дітей із судомами різного генезу, уточнює і підбирає адекватне лікування антиконвульсантами різного напрямку дії у дітей, які довгий час безуспішно лікувались.
У відділенні ендокринології проводяться сучасні методи дослідження і лікування хвороб ендокринної системи, особливо хворих на цукрових діабет.
Консультативно-діагностична поліклініка надає спеціалізовану допомогу хворим дітям і жінкам з 30-ти лікарських фахів: алергології, гематології, дерматології, імунології, кардіоревматології, психоневрології, нефрології, ендокринології, гастроентерології, пульмонології, фтизіатрії, логопедії, інфекційних захворювань, хірургії, урології, стоматології, медико-генетичного консультування, гінекології.
У поліклініці функціонує Центр планування сім'ї та реабілітації, відділення відновного лікування. Діагностичні служби представлені підрозділами: відділенням променевої діагностики, функціональної діагностики, відділенням ендоскопічних досліджень та лабораторією.

## Адреса лікарні

### Стаціонар
01135 м. Київ, вул. В. Чорновола, 28/1

### Консультативно-діагностична поліклініка
01025 м. Київ, вул. Стрітенська, 7/9